# Magech
Magech (amharski: መገጭ) je rijeka u Etiopiji. Izvire odmah pored grada Gondara i ulijeva se prema jugu u jezero Tana u dva kraka. Njegove pritoke uključuju Dmazu, Mali Angereb i Ahjamezoriju.
Magech je poznat po dva mosta preko njega, koje su izgradili ili portugalski majstori ili za vrijeme vladavine Fasilidesa: jedan od ovih mostova ima pet lukova, a drugi tri luka uzvodno blizu Gondara.
Dana 21. lipnja 2007. Svjetska banka objavila je da je odobrila kredit Međunarodnog udruženja za razvoj od 100 milijuna američkih dolara za projekt navodnjavanja i odvodnje koji obuhvaća rijeke Magech i Reb, kao dio Inicijative za slijev Nila. S ciljem povećanja navodnjavane poljoprivredne proizvodnje, ovaj predloženi projekt će postupno razviti ukupnu površinu od 20.000 hektara.